# František Čapka (politik)
František Čapka (24. září 1879 Lanštorf – 3. listopadu 1949 Brno) byl československý politik a meziválečný poslanec Revolučního národního shromáždění za Československou stranu lidovou.

## Biografie
Podle rodinné tradice pocházel jeho rod z jižního Uherska, za Marie Terezie přesídlil na moravsko-slovenské pomezí. Od mládí projevoval vůdčí schopnosti. Angažoval se v katolických politických spolcích. Zakládal a předsedal akciovému pivovaru v Břeclavi, byl předsedou dozorčí rady Uhelné společnosti Karbon v Brně, spoluzakládal Syndikát řepařů, působil na Plodinové burze.
V roce 1913 byl zvolen na Moravský zemský sněm jako jeden z 19 etnicky českých katolických poslanců. Byl zvolen za českou kurii venkovských obcí, obvod Hodonín, Břeclav.
V letech 1918-1920 zasedal v Revolučním národním shromáždění. Byl profesí rolníkem.